# Thajsko na Letních olympijských hrách 1976
Thajsko se účastnilo Letní olympiády 1976 v kanadském Montréalu. Zastupovalo ho 42 sportovců (39 mužů a 3 ženy) v 11 sportech.

## Medailisté
| Medaile | Jméno           | Sport | Soutěž                        |
| ------- | --------------- | ----- | ----------------------------- |
| Bronz   | Payao Poontarat | Box   | Muži váha lehká muší do 49 kg |